# Mieczysław Sroka
Mieczysław Sroka est un scénariste et réalisateur de films documentaires et traducteur polonais né le 9 juin 1929 à Poznań, mort le 16 mars 2016 à Varsovie. Il réalise la plupart de ses films avec sa femme Lucyna Smolińska.

## Biographie
Mieczysław Sroka est né le 9 juin 1929 à Poznań, dans la voïvodie de Grande-Pologne, en Pologne.
En 1952, il est diplômé de la faculté de droit et de la faculté des sciences humaines (sociologie) de l'université Adam-Mickiewicz de Poznań.
De 1957 à 1961, il est vice-président du club Krzywe Koło (pl).
En 1971, il obtient son doctorat en philosophie à l'université de Varsovie.
De 1977 à 1980, il est rédacteur en chef adjoint de la maison d'édition Interpress (pl).
Il meurt le 16 mars 2016 à Varsovie, capitale de la Pologne et est enterré dans le cimetière de Powązki (section 92-6-18).